# Koloc Point
Der Koloc Point ist eine vereiste Landspitze an der Walgreen-Küste des westantarktischen Marie-Byrd-Lands. Sie bildet den nördlichen Ausläufer der Bear-Halbinsel.
Der United States Geological Survey kartierte die Landspitze anhand von Luftaufnahmen der US-amerikanischen Operation Highjump (1946–1947). Das Advisory Committee on Antarctic Names benannte sie 1967 nach Lieutenant Commander Bohumil Koloc Jr., Hubschrauberpilot bei der Operation Deep Freeze der Jahre 1966 und 1967.